# Palacio de Justicia del Condado de Deuel
El Palacio de Justicia del Condado de Deuel es un edificio de gobierno situado en ubicado en 718 3rd St. en Chappell, en el estado de Nebraska (Estados Unidos). Es un palacio de justicia de estilo renacentista clásico de ladrillo de 1915 diseñado por el destacado arquitecto de Denver John J. Huddart . Fue incluido en el Registro Nacional de Lugares Históricos en 1990.
Es un edificio rectangular de 18,3 x 21,3 m del tipo "County Citadel".